# 王勃之死
《王勃之死》，是2000年电影频道节目中心出品公司出品，北京大秦影视文化广告传播公司、上海新文化影业公司发行的电视电影，由刘小锋主演，以讲述了唐代诗人、初唐四杰之首王勃的传奇故事。本片获得2001年金鸡百花电影节最佳电视电影奖。第一届百合奖优秀故事片一等奖。

## 演員表
| 演員        | 角色   | 备注     |
| 刘小锋      | 王勃   |          |
| 池华琼      | 落霞   |          |
| 沈晓海      | 杜镜   | 杜少府   |
| 陈茂林      | 秋水翁 |          |
| 计镇华      | 阎都督 | 洪州都督 |
| 王正佳      | 沛王   | 李贤     |
| 杨超        | 英王   | 李显     |
| 金锋        | 书吏   |          |
| 马晓峰      | 典狱长 |          |
| 陆野        | 磨刀人 |          |
| 西德▪娴玛吉 | 黑衣人 |          |

## 制作人员
- 出品人：闫晓明
- 制作人：范士德、李俊、邢韵声
- 监制：姜涛、黄蜀芹、秦永忠、母铁军、钱青青、吉多
- 导演：郑大圣
- 副导演（助理）：马晓峰
- 编剧：高锋
- 摄影：邵丹
- 剪辑：顾林兰
- 道具：张华民
- 配乐：徐坚强
- 美术设计：盛锡山
- 造型设计：傅智平
- 服装设计：肖英娟
- 动作指导：白冬
- 服装设计：李涛
- 灯光：董少松
- 录音：顾勇毅
- 场记：马云

## 外部連結
- 探索影厅《王勃之死》(8月29日00:44播出) （页面存档备份，存于）
- 电影网播放地址 （页面存档备份，存于）